# شاپمانیت
شاپمانیت (به انگلیسی: Chapmanite) با فرمول شیمیایی Fe2Sb[OH - (SiO4)2] از مجموعه کانی هاست و از نام کانی‌شناس کانادائی E.J.Chapman گرفته شده‌است. Fe2O3:36.73% Sb2O3:33.55% SiO2:27.65% H2O:۲٫۰۷٪ برای اولین بار در چک اسلواکی کشف شد و از نظر شکل بلور: پهن و کوتاه - منشوری، رنگ: سبز زرد - زرد - سبززیتونی، شفافیت: کدر (اپاک)، جلا: مات، سیستم تبلور: رومبوئدریک و در رده‌بندی سیلیکات است و منشأ تشکیل آن هیدروترمال - ثانوی است.
همایند کانی‌شناسی (پارانژ) آن - استیبین- برتیئریت و غیره است.
، از نظر ژیزمان بلوری کمیاب است و بیشتر در آلمان، چک اسلواکی و مکزیک یافت می‌شود.